# Clavada (escacs)
|   | a | b | c | d | e | f | g | h |   |
| 8 | b8 negres torre · c8 negres rei · e6 negres cavall · f5 blanques alfil · b3 blanques cavall · b1 blanques dama · c1 blanques rei | b8 negres torre · c8 negres rei · e6 negres cavall · f5 blanques alfil · b3 blanques cavall · b1 blanques dama · c1 blanques rei | b8 negres torre · c8 negres rei · e6 negres cavall · f5 blanques alfil · b3 blanques cavall · b1 blanques dama · c1 blanques rei | b8 negres torre · c8 negres rei · e6 negres cavall · f5 blanques alfil · b3 blanques cavall · b1 blanques dama · c1 blanques rei | b8 negres torre · c8 negres rei · e6 negres cavall · f5 blanques alfil · b3 blanques cavall · b1 blanques dama · c1 blanques rei | b8 negres torre · c8 negres rei · e6 negres cavall · f5 blanques alfil · b3 blanques cavall · b1 blanques dama · c1 blanques rei | b8 negres torre · c8 negres rei · e6 negres cavall · f5 blanques alfil · b3 blanques cavall · b1 blanques dama · c1 blanques rei | b8 negres torre · c8 negres rei · e6 negres cavall · f5 blanques alfil · b3 blanques cavall · b1 blanques dama · c1 blanques rei | 8 |
| 7 | b8 negres torre · c8 negres rei · e6 negres cavall · f5 blanques alfil · b3 blanques cavall · b1 blanques dama · c1 blanques rei | b8 negres torre · c8 negres rei · e6 negres cavall · f5 blanques alfil · b3 blanques cavall · b1 blanques dama · c1 blanques rei | b8 negres torre · c8 negres rei · e6 negres cavall · f5 blanques alfil · b3 blanques cavall · b1 blanques dama · c1 blanques rei | b8 negres torre · c8 negres rei · e6 negres cavall · f5 blanques alfil · b3 blanques cavall · b1 blanques dama · c1 blanques rei | b8 negres torre · c8 negres rei · e6 negres cavall · f5 blanques alfil · b3 blanques cavall · b1 blanques dama · c1 blanques rei | b8 negres torre · c8 negres rei · e6 negres cavall · f5 blanques alfil · b3 blanques cavall · b1 blanques dama · c1 blanques rei | b8 negres torre · c8 negres rei · e6 negres cavall · f5 blanques alfil · b3 blanques cavall · b1 blanques dama · c1 blanques rei | b8 negres torre · c8 negres rei · e6 negres cavall · f5 blanques alfil · b3 blanques cavall · b1 blanques dama · c1 blanques rei | 7 |
| 6 | b8 negres torre · c8 negres rei · e6 negres cavall · f5 blanques alfil · b3 blanques cavall · b1 blanques dama · c1 blanques rei | b8 negres torre · c8 negres rei · e6 negres cavall · f5 blanques alfil · b3 blanques cavall · b1 blanques dama · c1 blanques rei | b8 negres torre · c8 negres rei · e6 negres cavall · f5 blanques alfil · b3 blanques cavall · b1 blanques dama · c1 blanques rei | b8 negres torre · c8 negres rei · e6 negres cavall · f5 blanques alfil · b3 blanques cavall · b1 blanques dama · c1 blanques rei | b8 negres torre · c8 negres rei · e6 negres cavall · f5 blanques alfil · b3 blanques cavall · b1 blanques dama · c1 blanques rei | b8 negres torre · c8 negres rei · e6 negres cavall · f5 blanques alfil · b3 blanques cavall · b1 blanques dama · c1 blanques rei | b8 negres torre · c8 negres rei · e6 negres cavall · f5 blanques alfil · b3 blanques cavall · b1 blanques dama · c1 blanques rei | b8 negres torre · c8 negres rei · e6 negres cavall · f5 blanques alfil · b3 blanques cavall · b1 blanques dama · c1 blanques rei | 6 |
| 5 | b8 negres torre · c8 negres rei · e6 negres cavall · f5 blanques alfil · b3 blanques cavall · b1 blanques dama · c1 blanques rei | b8 negres torre · c8 negres rei · e6 negres cavall · f5 blanques alfil · b3 blanques cavall · b1 blanques dama · c1 blanques rei | b8 negres torre · c8 negres rei · e6 negres cavall · f5 blanques alfil · b3 blanques cavall · b1 blanques dama · c1 blanques rei | b8 negres torre · c8 negres rei · e6 negres cavall · f5 blanques alfil · b3 blanques cavall · b1 blanques dama · c1 blanques rei | b8 negres torre · c8 negres rei · e6 negres cavall · f5 blanques alfil · b3 blanques cavall · b1 blanques dama · c1 blanques rei | b8 negres torre · c8 negres rei · e6 negres cavall · f5 blanques alfil · b3 blanques cavall · b1 blanques dama · c1 blanques rei | b8 negres torre · c8 negres rei · e6 negres cavall · f5 blanques alfil · b3 blanques cavall · b1 blanques dama · c1 blanques rei | b8 negres torre · c8 negres rei · e6 negres cavall · f5 blanques alfil · b3 blanques cavall · b1 blanques dama · c1 blanques rei | 5 |
| 4 | b8 negres torre · c8 negres rei · e6 negres cavall · f5 blanques alfil · b3 blanques cavall · b1 blanques dama · c1 blanques rei | b8 negres torre · c8 negres rei · e6 negres cavall · f5 blanques alfil · b3 blanques cavall · b1 blanques dama · c1 blanques rei | b8 negres torre · c8 negres rei · e6 negres cavall · f5 blanques alfil · b3 blanques cavall · b1 blanques dama · c1 blanques rei | b8 negres torre · c8 negres rei · e6 negres cavall · f5 blanques alfil · b3 blanques cavall · b1 blanques dama · c1 blanques rei | b8 negres torre · c8 negres rei · e6 negres cavall · f5 blanques alfil · b3 blanques cavall · b1 blanques dama · c1 blanques rei | b8 negres torre · c8 negres rei · e6 negres cavall · f5 blanques alfil · b3 blanques cavall · b1 blanques dama · c1 blanques rei | b8 negres torre · c8 negres rei · e6 negres cavall · f5 blanques alfil · b3 blanques cavall · b1 blanques dama · c1 blanques rei | b8 negres torre · c8 negres rei · e6 negres cavall · f5 blanques alfil · b3 blanques cavall · b1 blanques dama · c1 blanques rei | 4 |
| 3 | b8 negres torre · c8 negres rei · e6 negres cavall · f5 blanques alfil · b3 blanques cavall · b1 blanques dama · c1 blanques rei | b8 negres torre · c8 negres rei · e6 negres cavall · f5 blanques alfil · b3 blanques cavall · b1 blanques dama · c1 blanques rei | b8 negres torre · c8 negres rei · e6 negres cavall · f5 blanques alfil · b3 blanques cavall · b1 blanques dama · c1 blanques rei | b8 negres torre · c8 negres rei · e6 negres cavall · f5 blanques alfil · b3 blanques cavall · b1 blanques dama · c1 blanques rei | b8 negres torre · c8 negres rei · e6 negres cavall · f5 blanques alfil · b3 blanques cavall · b1 blanques dama · c1 blanques rei | b8 negres torre · c8 negres rei · e6 negres cavall · f5 blanques alfil · b3 blanques cavall · b1 blanques dama · c1 blanques rei | b8 negres torre · c8 negres rei · e6 negres cavall · f5 blanques alfil · b3 blanques cavall · b1 blanques dama · c1 blanques rei | b8 negres torre · c8 negres rei · e6 negres cavall · f5 blanques alfil · b3 blanques cavall · b1 blanques dama · c1 blanques rei | 3 |
| 2 | b8 negres torre · c8 negres rei · e6 negres cavall · f5 blanques alfil · b3 blanques cavall · b1 blanques dama · c1 blanques rei | b8 negres torre · c8 negres rei · e6 negres cavall · f5 blanques alfil · b3 blanques cavall · b1 blanques dama · c1 blanques rei | b8 negres torre · c8 negres rei · e6 negres cavall · f5 blanques alfil · b3 blanques cavall · b1 blanques dama · c1 blanques rei | b8 negres torre · c8 negres rei · e6 negres cavall · f5 blanques alfil · b3 blanques cavall · b1 blanques dama · c1 blanques rei | b8 negres torre · c8 negres rei · e6 negres cavall · f5 blanques alfil · b3 blanques cavall · b1 blanques dama · c1 blanques rei | b8 negres torre · c8 negres rei · e6 negres cavall · f5 blanques alfil · b3 blanques cavall · b1 blanques dama · c1 blanques rei | b8 negres torre · c8 negres rei · e6 negres cavall · f5 blanques alfil · b3 blanques cavall · b1 blanques dama · c1 blanques rei | b8 negres torre · c8 negres rei · e6 negres cavall · f5 blanques alfil · b3 blanques cavall · b1 blanques dama · c1 blanques rei | 2 |
| 1 | b8 negres torre · c8 negres rei · e6 negres cavall · f5 blanques alfil · b3 blanques cavall · b1 blanques dama · c1 blanques rei | b8 negres torre · c8 negres rei · e6 negres cavall · f5 blanques alfil · b3 blanques cavall · b1 blanques dama · c1 blanques rei | b8 negres torre · c8 negres rei · e6 negres cavall · f5 blanques alfil · b3 blanques cavall · b1 blanques dama · c1 blanques rei | b8 negres torre · c8 negres rei · e6 negres cavall · f5 blanques alfil · b3 blanques cavall · b1 blanques dama · c1 blanques rei | b8 negres torre · c8 negres rei · e6 negres cavall · f5 blanques alfil · b3 blanques cavall · b1 blanques dama · c1 blanques rei | b8 negres torre · c8 negres rei · e6 negres cavall · f5 blanques alfil · b3 blanques cavall · b1 blanques dama · c1 blanques rei | b8 negres torre · c8 negres rei · e6 negres cavall · f5 blanques alfil · b3 blanques cavall · b1 blanques dama · c1 blanques rei | b8 negres torre · c8 negres rei · e6 negres cavall · f5 blanques alfil · b3 blanques cavall · b1 blanques dama · c1 blanques rei | 1 |
|   | a | b | c | d | e | f | g | h |   |

En escacs, una clavada és una situació del joc en la qual una peça és forçada a romandre en seu lloc, perquè, si es mogués, una altra peça de valor superior podria ser capturada.
Al diagrama de la dreta, el cavall està clavat per l'alfil blanc. Això és una clavada absoluta, perquè el reglament dels escacs prohibeix moure el cavall, ja que en aquest cas el rei quedaria exposat a un escac directe, i es tractaria d'un moviment il·legal.
Al mateix diagrama, la torre negra està clavant el cavall blanc a la dama. En aquest cas, es tracta d'una clavada relativa. Les blanques no haurien de moure el cavall blanc perquè això implicaria perdre la dama, però segons les regles són lliures de fer-ho si així ho desitgen. De fet, el mat de Legal és un exemple de parany en el qual un cavall clavat es mou contra tot pronòstic, però si l'oponent pren la dama, això comporta la pèrdua de la partida.
Hi ha diverses formes de combatre una clavada: la peça que clava pot ser capturada, una altra peça pot ser col·locada entre la peça que està clavant i la que està clavada, o finalment, la peça de major valor pot ser moguda.